# Kirka
Kirill "Kirka" Babitzin (ryska: Кири́лл Баби́цын, Kirill Babitsyn), född 22 september 1950 i Helsingfors, död 31 januari 2007 i Helsingfors, var en finländsk sångare och musiker. Han var en av Finlands mest framgångsrika artister. Han föddes i en rysk emigrantfamilj i Helsingfors.
Kirka fick sitt genombrott 1967 med låten Hetki lyö. Han deltog i Eurovision Song Contest 1984 med bidraget Hengaillaan som kom på nionde plats med 46 poäng.